# Hobi
Hobi (hobby) je naziv za aktivnosti koje se rade zbog osobnog zadovoljstva, a ne zbog novčanih nagrada ili primanja. Kroz hobi osoba može proširiti znanje, vještinu i iskustvo te uspostaviti (brojne) kontakte s drugim ljudima koje zanima isti hobi. Za postignuća u hobiju osoba može dobiti i nagrade od kruga istomišljenika ili od šire zajednice (npr. za slikanje ili fotografiju), ali osnova hobija je osobno zadovoljstvo.

## Polja
Sve čime se ljudi bave može biti predmetom hobija: umjetnosti poput glazbe, plesa, slikanja; tehnika poput modelarstva, maketarstva, izrade minijatura, igranja društvenih igara na ploči s figurama, sakupljanja kositrenih vojnika, željeznica, vozila ili povijesnih vozila poput brodova, zrakoplova, tenkova; programiranja, znanosti poput astronomije, matematike, sporta, obrtničkih radova poput stolarstva, šivanja; poljoprivrede poput vinogradarstva, vrtlarstva, uzgoja bonsaija, pčelarstva ili aktivnosti poput uzgoja i dresure pasa, skupljanja poštanskih maraka, promatranja ptica i inih.

## Doprinos znanosti i tehnologiji
Ponekad hobi preraste u posao. Pioniri svojim novim hobijima ponekad započnu novu industriju kao npr. Steve Jobs i Steve Wozniak, koji su pokrenuli industriju osobnih računala svojim računalima Apple, dok su neki astronomi amateri u mnogome pridonijeli širenju spoznaja u astronomiji.